# Ларами (город)
Ла́рами (англ. Laramie [ˈlærəmi]) — третий по величине город штата Вайоминг (США).
Население города составляет 27 204 жителей (2000).

## География
Город находится на юго-востоке штата на одноимённой реке Ларами, северо-западнее Шайенна, столицы штата Вайоминг. Ларами — центр округа Олбани. Город расположен на пересечении дорог Interstate 80 и US 287. В городе расположен региональный аэропорт Ларами.
Координаты: 41°18′47″ с. ш. 105°35′14″ з. д.

## История
Город был основан в 1868 году вдоль участка железной дороги Union Pacific. Назван в честь канадского траппера Ларами (Jacques Laramie).
Ларами стал известен в 1998 году после убийства гея Мэтью Шепарда, студента Университета Вайоминга. Это событие вызвало реакцию по всему миру и привлекло внимание общественности к преступлениям на почве ненависти. Оно также стало основой сюжета пьесы и фильма «Проект Ларами».
Также в Ларами находится одно из старейших зданий университета — Старый Мейн.